# Демократический блок
Демократический блок (нем. Demokratischer Block, сокр. DB) — в советской зоне оккупации Германии и позднее в ГДР в 1945—1990 годах коалиция СЕПГ (до 1946 года), ЛДПГ, ХДС, с 1948 года также — НДПГ, ССНМ, ОСНП и Культурного союза. До 1952 года имел два уровня — центральный и земельный, руководящий орган — объединённый комитет (Gemischter Ausschuss), состоявший из 20 членов, по 5 членов от каждой партии, принимавший все решения единогласно, осуществлял согласование общей политики. Основан в 1945 году. В программе блока выдвигались следующие основные задачи: сотрудничество в борьбе за ликвидацию нацистского наследия и строительство новой государственности на демократической основе; объединение усилий с целью быстрейшего восстановления экономики и обеспечения населения работой, хлебом, одеждой и жилищем; обеспечение свободы мысли и совести, строжайшее соблюдение законности на основе правопорядка демократического государства; установление со всеми народами отношений, основанных на взаимном доверии. На региональных выборах 1946 года партии входившие в Демократический блок выдвигали раздельные партийные списки. В 1948 состав Демократического блока были приняты НДПГ, ДКПГ, ССНМ, ОСНП и Культурный союз. На парламентских выборах 1950 года и последующих выборах до парламентских выборов 1986 года выставлял единый (и единственный) список от входящих в него партий, при этом кандидаты от СЕПГ в кандидатском списке имели относительное большинство. 5 декабря 1989 года ХДС и ЛДПГ вышли из него, 7 декабря вышла НДПГ.